# Thousand Palms, Kalifornien
Thousand Palms är en ort (CDP) i Riverside County, i delstaten Kalifornien, USA. Enligt United States Census Bureau har orten en folkmängd på 7 715 invånare (2010) och en landarea på 61,2 km².